# Satoshi Kajino
Satoshi Kajino (梶野 智 Kajino Satoshi?,  nacido el 9 de noviembre de 1965 en Aichi) es un exfutbolista japonés. Jugaba de defensa y su último club fue el Consadole Sapporo de Japón.

## Trayectoria

### Clubes
| Club              | País  | Año         |
| ----------------- | ----- | ----------- |
| Cerezo Osaka      | Japón | 1988 - 1997 |
| Consadole Sapporo | Japón | 1998 - 1999 |